# Rento Tahara
Rento Tahara (japanisch 田原 廉登 Tahara Rento; * 8. Januar 2001 in der Präfektur Kanagawa) ist ein japanischer Fußballspieler.

## Karriere
Rento Tahara erlernte das Fußballspielen in der Universitätsmannschaft der Sanno University. Seinen ersten Vertrag unterschrieb er am 1. Februar 2023 beim YSCC Yokohama. Der Verein aus Yokohama, einer Stadt in der Präfektur Kanagawa, spielte in der dritten japanischen Liga. Sein Drittligadebüt gab Rento Tahara am 5. März 2023 (1. Spieltag) im Heimspiel gegen Kataller Toyama. Bei der 1:2-Heimniederlage stand er in der Startelf und wurde nach der Halbzeitpause gegen Shūto Kojima ausgewechselt.